# Spring green (färg)
Spring green är en webbfärg, mer exakt en X11-webbfärg, d.v.s. den har ett standardiserat utseende.
Färgen utgör en blandning av lika delar grön och cyan och är en tertiärfärg i färgmodellerna RGB och CMYK.
| Grön |  | + | Cyan |  | = | Spring green |  |

Spring green finns inte omnämnd i Svenska Akademiens ordlista och är därför sannolikt inte att betrakta som ett normalt färgnamn i det svenska språket.
I det engelska språket är den första dokumenterade användningen av spring green som ett färgnamn från 1766. Namnet användes dock då och fram till 1987 till en annan grön färg än vad som nu är fallet. 1987 kom X11-webbfärgstandarden och färgen fick då sitt nuvarande utseende. Den nyans som tidigare kallades spring green kallas numera spring bud på engelska.
| Tidigare spring green, numera spring bud: |

Ett exempel på en färg som påminner lite om spring green är akvamarin, som dock har mer cyan i sig.
| Akvamarin: |